# Cuango
Cuango, por vezes denominada Cuango-Luzamba, é uma cidade e um município da província da Lunda Norte, em Angola.
Tem cerca de 64 mil habitantes. É limitado a norte pela República Democrática do Congo, a leste pelos municípios de Caungula e Lubalo, a sul pelo município de Capenda Camulemba, e a oeste pelos municípios de Xá-Muteba, Cunda-Dia-Baze e Marimba.
O município é constituído pela comuna-sede, correspondente à cidade de Cuango, e pela comuna de Luremo.

## História
No relato De Benguella às Terras de Iácca (1881), Hermenegildo Capelo e  Roberto Ivens contam que, certo dia, ao dirigirem-se para a região do rio Cuango, receberam  o convite de um chefe local Rei Cambamba Culaxingo 1, para visitarem uma certa aldeia, que atualmente é a cidade de Cuango.